# Румельт, Ричард
Ричард П. Руме́льт (англ. Richard P. Rumelt; род. 10 ноября 1942) — американский учёный, преподаватель Высшей школы управления имени Джона Андерсона при Калифорнийском университете в Лос-Анджелесе (UCLA Anderson School of Management), специалист по корпоративной стратегии, автор бестселлера «Хорошая стратегия, плохая стратегия» (Good Strategy, Bad Strategy). Румельт входит в список «50-и самых влиятельных гуру менеджмента», составленного журналом Harvard Business Review.

## Биография
Ричард Румельт получил инженерное образование в Беркли, защитив степени бакалавра (1963) и магистра (1965).
Первым большим проектом Румельта было участие в программе Surveyor Лаборатории реактивного движения (НАСА), где учёный работал в отделе управления системами. В его обязанности входила «разработка общей архитектуры космического летательного аппарата и обеспечение координации между спецификациями разных подсистем».
С 1972 по 1976 занимал должность ассистент-профессора (англ. assistant professor) в Гарварде и в 1972 году защитил там степень доктора делового администрирования. Два первых года сотрудничества c Гарвардским университетом Румельт провёл в Иране, создавая бизнес-школу Iran Center for Management Studies.
В рамках работы над докторской диссертацией Румельт изучал проблему диверсификации бизнеса. Результаты исследования были опубликованы в 1974-м году в книге «Стратегия, структура и экономическая эффективность» (Strategy, Structure and Economic Performance). Взяв за основу выборку крупных американских фирм, учёный создал классификацию бизнесов по степени диверсификации (8 типов) и выделил три стратегии диверсификации: родственной (основана на общих активах и компетенциях, используемых во всех сферах бизнеса), «менее родственной» (основана на связи отдельных направлений деятельности в компаниях) и неродственной. Анализ компаний из списка Fortune Global 500 показал, что компании, следующие стратегии «родственной диверсификации», имели более высокие финансовые показатели.
C 1976 Румельт преподаёт стратегию в бизнес-школе UCLA Anderson School of Management.
В 1979-м году в статье «Оценка конкурентных стратегий» (Evaluating Competitive Strategies), написанной для книги «Strategic Management: A New View of Business Policy and Planning», Румельт предложил систему оценки бизнес-стратегии, состоящую из четырёх основных пунктов:
- Последовательность: стратегия не должна содержать противоречивых целей и программ.
- Согласованность: стратегия должна предлагать адаптивную реакцию на внешнюю среду и происходящие в ней важные изменения.
- Преимущества: стратегия должна обеспечивать возможности для творчества и/или поддержки конкурентного преимущества в избранной сфере деятельности.
- Осуществимость: стратегия не должна предполагать чрезмерных расходов имеющихся ресурсов и не должна вести к возникновению неразрешимых проблем[9].

С 1993 по 1996 учёный работал во Франции, в исследовательском институте INSEAD в должности директора проекта Corporate Renewal Initiative (Инициатива по возрождению бизнесов), который помогал компаниям успешнее конкурировать на рынках.
C 1994 по 1997 возглавлял Общество стратегического управления (Strategic Management Society).
В 2011 году опубликовал книгу «Хорошая стратегия, плохая стратегия», которая сразу же стала бестселлером (она, в частности, вошла в список лучших бизнес-книг 2011 года по версии Financial Times).
Ричард Румельт — постоянный участник научных конференций.

## Личная жизнь
Ричард Румельт женат на Кейт Румельт, которая в прошлом была преподавателем стратегии, а сейчас занимается искусством, в частности, текстилем и созданием пространственных скульптур с использованием текстиля.
Дочь Ричарда и Кейт Румельтов — Кассандра Клэр (Джудит Румельт) — автор популярных романов для подростков в стиле фэнтези.
Учёный увлекается горными лыжами и скалолазанием.

## Консультирование компаний и государственных структур
Румельт оказывал консультационные услуги компаниям Continental Airlines, Dart & Kraft (Mondelēz International), Republic Hogg Robinson (Лондон), Philips, Shell, AT&T, Ashton-Tate, The Samuel Goldwyn Company, Philadelphia Savings Fund Society, FMC Corporation, GenCorp, Mobil, Hewlett-Packard, Hughes Aircraft Company, The Bank of Beverly Hills, Knapp Communications, Andersen Consulting, The Lombard Group (Англия), IBM (Европа и США), Ford (Европа), PriceWaterhouseCoopers, Novo Nordisk (Дания), British Aerospace, Aérospatiale, McKinsey & Company, LECG Corporation, US West, Jacobs Engineering Group, SkyGeo (Италия), Sony, Amgen, Telecom Italia.
В книге «Хорошая стратегия, плохая стратегия» Румельт раскрывает некоторые подробности своего сотрудничества с Telecom Italia в качестве специального консультанта по вопросам стратегии (с мая 1998 года по 2000 год). По просьбе акционеров компании Румельт, в частности, встречался с управляющим директором инвестиционного банка Morgan Stanley Dean Witter, выступавшим за слияние с британской компанией Cable & Wireless plc. Румельт не рекомендовал проводить сделку, совет директоров согласился с его мнением и отправил в отставку генерального директора компании Джан Марио Россиньоло (Gian Mario Rossignolo). Судя по контексту книги, встреча произошла в октябре 1998 года (Россиньоло подал в отставку 23 октября 1998 года). До этого, в мае 1998 года, Румельт участвовал в переговорах Telecom Italia с Apple и встречался с главой компании Стивом Джобсом.

## Научные взгляды

### Стратегия — это решение проблем
В видеоинтервью для проекта Thinkers 50 Румельт рассказывает о своём нынешнем подходе к стратегическому планированию и о том, как он пришёл к этому подходу. "Работая со многими компаниями, я заметил, что они вообще не занимаются стратегическим планированием. Они занимаются финансовым планированием и называют это стратегией. Я прихожу в компанию и вижу, что у них есть 5-летний прогноз продаж, доли рынка, прибыли, и они говорят «Это наша стратегия». Чтобы оппонировать, мне приходилось говорить о том, что такое стратегия на самом деле. Когда я говорил о том, что это анализ сферы деятельности или анализ конкурентного окружения, все те вещи, на которых я «вырос», говоря о стратегии, просто «не работали». Тогда я стал говорить: «Послушайте, стратегия — это решение проблем», — резюмирует учёный.
«Чтобы выработать правильную стратегию, вам надо понимать причину главного вызова (который стоит перед вашим бизнесом). Скажу проще, вы не можете решить проблему, которую не можете идентифицировать. Поэтому первое, что вы должны сделать — это отложить в сторону все эти финансовые прогнозы и рассказать мне о главном вызове, который стоит перед вашей компанией, о том, какая у вас самая главная проблема с вашим бизнесом, вашим окружением, вашими конкурентами… Затем вы должны решить, какую из этих проблем можно решить. И я говорю: „Давайте рассмотрим эту проблему и решим её“. Это и есть стратегия», — поясняет он.

### Ядро стратегии
В книге «Хорошая стратегия, плохая стратегия», Румельт формулирует концепцию «ядра стратегии», помогающую оценить качество стратегий. Ключевыми элементами ядра Румельт считает:
- Постановку диагноза, определяющего либо объясняющего природу проблемы.
- Направляющую политику для решения проблем — «общий подход, выбранный для преодоления препятствий, выявленных в процессе диагностики».
- Согласованные меры, необходимые для реализации направляющей политики, «иначе говоря, четко скоординированные этапы, последовательное прохождение которых гарантирует осуществление выбранного вами курса действий»[18].

### Избранные статьи
- Richard R. Rumelt. Choosing the right strategy (англ.). Director Magazine, July/August 2011. Дата обращения: 4 апреля 2014. Архивировано из оригинала 4 апреля 2014 года.
- Richard Rumelt. The perils of bad strategy (англ.). The McKinsey Quarterly (июнь 2011). Дата обращения: 2014-30-03. Архивировано 30 марта 2014 года.
- Steven A. Lippman and Richard R. Rumelt. The Payments Perspective: Micro-foundations of Resource Analysis (англ.). Strategic Management Journal (Volume 24, Issue 10, pages 903–927, October 2003) (12 сентября 2003). Дата обращения: 2 апреля 2014. Архивировано 2 апреля 2014 года.

## Интервью
- Richard Rumelt Discusses Strategies to Survive Major Global Problems (англ.). UCLA Anderson Management Matters Blog (6 июня 2012). Дата обращения: 4 апреля 2014. Архивировано 4 апреля 2014 года.
- Bob Morris. Richard P. Rumelt: An interview by Bob Morris (англ.). Bobmorris.Biz (20 февраля 2012). Дата обращения: 2 апреля 2014. Архивировано 2 апреля 2014 года.
- Jeffrey M. Cunningham. Good Strategy, Bad Strategy (англ.). NACD Directorship (14 июня 2011). Дата обращения: 2 апреля 2014. Архивировано 2 апреля 2014 года.
- Allen P. Webb. Management lessons from the financial crisis: A conversation with Lowell Bryan and Richard Rumelt (англ.). The McKinsey Quarterly (июнь 2009). Дата обращения: 2014-30-03. Архивировано 30 марта 2014 года.
- Dan P. Lovallo, Lenny T. Mendonca. Strategy's strategist: And interview with Richard Rumelt (англ.). The McKinsey Quarterly (август 2007). Дата обращения: 2014-29-03. Архивировано из оригинала 29 марта 2014 года.